# Wera Alexandrowna Warsanofjewa
Wera Alexandrowna Warsanofjewa (russisch Вера Александровна Варсанофьева; * 10. Julijul. / 22. Juli 1890greg. in Moskau; † 29. Juni 1976 ebenda) war eine russisch-sowjetische Geologin, Hochschullehrerin und Schriftstellerin.

## Leben
Warsanofjewas Vater war Militärangehöriger in Rjasan, so dass sie in Rjasan aufwuchs. Ihre französische Mutter lehrte sie ausländische Sprachen und weckte ihr Interesse an der Wissenschaft. 1903–1906 besuchte sie das Maria-Mädchengymnasium in Rjasan und erhielt zum Abschluss die Goldmedaille. Schon mit 14 Jahren hatte sie erklärt, Geologin werden zu wollen. Ihre Freundin in ihrer Klasse war die Schwester des künftigen Geologen Andrei Dmitrijewitsch Archangelski. Zur Verbesserung ihrer Mathematik- und Geschichtskenntnisse absolvierte sie noch die 8. Klasse des privaten Jekimezkaja-Gymnasiums in Rjasan.
1907 begann Warsanofjewa in Moskau das Studium in den Guerrier-Kursen (Höhere Kurse für Frauen (WSchK)). Dort lehrten in dieser Zeit die Geologen Alexei Petrowitsch Pawlow, Alexander Alexandrowitsch Tschernow und Anna Boleslawowna Missuna. Im Sommer 1911 organisierte Tschernow für seine Studenten die erste Expedition in den nördlichen Ural. Nachdem sie 1915 die staatlichen Prüfungen der 1. Staatlichen Prüfungskommission für die WSchK bestanden hatte, konnte sie dort am Lehrstuhl für Geologie bleiben, um sich auf die Professorenlaufbahn vorzubereiten, und lehrte in den Pretschistenka-Arbeiter-Kursen. 1916 wurde sie Mitglied der Gesellschaft der Freunde der Naturwissenschaft, Anthropologie und Ethnographie.
Nach der Oktoberrevolution war Warsanofjewa ab 1918 Assistentin und hielt eine Vorlesung über Geologie und Bodenschätze am Lehrstuhl für Geologie der WSchK. 1919 wurde sie Dozentin am von Alexei Petrowitsch Pawlow geleiteten Lehrstuhl für Geologie der Universität Moskau (MGU). Ab 1920 hielt sie eine Geotektonik-Spezialvorlesung. Gleichzeitig lehrte sie an den Pädagogischen Instituten Twer und Iwanowo-Wosnessensk und am Polytechnischen Institut Iwanowo-Wosnessensk. 1921–1924 führte sie Untersuchungen im Nordural durch. 1925 arbeitete sie als Senior-Geologin im Geologischen Komitee und war kurzzeitig verhaftet.
Ab 1925 lehrte Warsanofjewa an der 2. MGU, die 1918 aus den WSchK entstanden war und 1930 die Pädagogische Staatliche Universität Moskau wurde, in der pädagogischen Fakultät und leitete den Lehrstuhl für Geologie. Sie hielt die Kursvorlesung über Mineralogie und Geologie einschließlich der Grundlagen der Paläontologie und hielt Vorlesungen über dynamische und historische Geologie. 1927 wurde sie Mitglied der Geographischen Gesellschaft der UdSSR. 1934–1935 leitete sie die Entwicklung eines Methodik-Kurses für den Geologie-Unterricht an Bildungseinrichtungen. 1935 wurde sie als erste Frau in der UdSSR zur Doktorin der geologischen und mineralogischen Wissenschaften promoviert auf der Basis ihrer bisherigen Veröffentlichungen ohne Verteidigung einer Dissertation. Dazu wurde sie zur Professorin ernannt.
In ihrem Buch über den Ursprung und den Aufbau der Erde stellte Warsanofjewa erstmals populärwissenschaftlich die grundlegenden Vorstellungen Alexander Jewgenjewitsch Fersmans und Wladimir Iwanowitsch Wernadskis zur Geochemie und Kosmochemie dar. Sie verfasste ein Buch über ihren Lehrer Alexei Petrowitsch Pawlow und biografische Werke über ihre Zeitgenossen Wladimir Afanassjewitsch Obrutschew, Alexander Jewgenjewitsch Fersman, Andrei Dmitrijewitsch Archangelski, Alexander Alexandrowitsch Tschernow u. a. 1945 wurde Warsanofjewa zum Korrespondierenden Mitglied der Akademie der Pädagogischen Wissenschaften der UdSSR gewählt.
1954 wurde Warsanofjewa wissenschaftliche Senior-Mitarbeiterin im Institut für Geologie der Komi-Filiale der Akademie der Wissenschaften der UdSSR. 1961–1964 leitete sie dort das Laboratorium für Geomorphologie und Quartärforschung. Sie reiste häufig nach Moskau zur Moskauer Gesellschaft der Naturforscher, deren Vizepräsidentin sie seit 1941 war (Mitglied seit 1923). Sie gehörte nicht der KPdSU an. 1970 ging sie in den Ruhestand und lebte nun in Moskau.
Warsanofjewa wurde auf dem Nowodewitschi-Friedhof begraben.
Warsanofjewas Namen tragen ein Berg und ein Gletscher im Polarural, ein Kap der Insel Nowaja Semlja und einige fossile Arten: Tollina warsanofievae Barskaja (nordsibirische Stromatoporen), Palaeoleptophycus warsanofievae Korde 1955 (Algen des oberen Kambriums in Sibirien), Darwinula warsanofievae Beliajeva (Ostrakoden des Perms der Russischen Tafel), Sphaerestheria warsanofievae Molin (Muschelschaler des Perms der Russischen Tafel).

## Ehrungen
- Medaille „Für die Verteidigung Moskaus“ (1944)
- Orden des Roten Banners der Arbeit (1945)
- Medaille „Für heldenmütige Arbeit im Großen Vaterländischen Krieg 1941–1945“ (1946)
- Karpinski-Goldmedaille der Akademie der Wissenschaften der UdSSR (1950)
- Leninorden (1953)
- Verdiente Wissenschaftlerin und Technikerin der  Autonomen Sozialistischen Sowjetrepublik der Komi (1957)
- Verdiente Wissenschaftlerin der RSFSR (1960)
- Ehrenzeichen der Sowjetunion (1970)[2]